# Hyagnis fistularius
Hyagnis fistularius es una especie de escarabajo longicornio del género Hyagnis, subfamilia Lamiinae. Fue descrita científicamente por Pascoe en 1864.
Se distribuye por Costa de Marfil, Etiopía, India, Kenia, Namibia, Uganda, República Democrática del Congo, República Sudafricana, Tanzania, Zambia y Zimbabue. Posee una longitud corporal de 8-12 milímetros. El período de vuelo de esta especie ocurre en los meses de febrero, marzo, octubre, noviembre y diciembre.
La dieta de Hyagnis fistularius incluye plantas y arbustos de la familia Mimosoideae, entre ellas, varias especies del género Acacia.